# Linus Straßer
Linus Straßer (Múnich, 6 de noviembre de 1992) es un deportista alemán que compite en esquí alpino.
Participó en dos Juegos Olímpicos de Invierno, obteniendo una medalla de plata en Pekín 2022, en la prueba de equipo mixto, y el quinto lugar en Pyeongchang 2018, en la misma prueba.
Ganó dos medallas de bronce en el Campeonato Mundial de Esquí Alpino, en los años 2021 y 2025. En la Copa del Mundo consiguió cinco victorias y quince podios en total.

## Palmarés internacional
| Juegos Olímpicos   | Juegos Olímpicos           | Juegos Olímpicos  | Juegos Olímpicos |
| Año                | Lugar                      | Medalla           | Prueba           |
| ------------------ | -------------------------- | ----------------- | ---------------- |
| 2022               | Pekín (China)              | Medalla de plata  | Equipo mixto     |
| Campeonato Mundial |                            |                   |                  |
| Año                | Lugar                      | Medalla           | Prueba           |
| 2021               | Cortina d'Ampezzo (Italia) | Medalla de bronce | Equipo mixto     |
| 2025               | Saalbach (Austria)         | Medalla de bronce | Eslalon          |